# Nightmare III – Freddy Krueger lebt
Nightmare III – Freddy Krueger lebt (Originaltitel: A Nightmare on Elm Street 3: Dream Warriors) ist ein Horrorfilm aus dem Jahr 1987 und dritter Teil der Nightmare-Reihe.
Nach dem mäßigen Erfolg des zweiten Teils übernahm Wes Craven wieder die Kontrolle über das Drehbuch und schrieb eine Geschichte, die sechs Jahre nach dem ersten Teil spielt. Der Film erschien 1987 und enthielt als erster der Reihe schwarzen Humor.

## Handlung
Nancy Thompson kehrt sechs Jahre nach den Geschehnissen an der Elm Street 1428 (siehe Nightmare – Mörderische Träume) als erwachsene Frau nach Springwood zurück, um in einer Anstalt für schwer erziehbare und selbstmord-gefährdete Jugendliche zu arbeiten.
Mit Schrecken stellt sie fest, dass die dort befindlichen Jugendlichen von Freddy Krueger träumen und von ihm terrorisiert werden. Nancy versucht eine eigenwillige Methode: Mit Gruppenhypnose führt sie kollektive Träume herbei. Dazu nutzt sie die übersinnliche Fähigkeit von Kristen, die andere Personen in ihre Träume holen kann. Die Jugendlichen können nun zusammen gegen Krueger vorgehen.
Während Nancy und die Jugendlichen in ihrem gemeinsamen Traum gegen Krueger kämpfen, versucht der Arzt Neil Gordon, die sterblichen Überreste des wahnsinnigen Kindermörders zu finden, um diese in geweihter Erde zu begraben und Krueger damit für immer auszulöschen. Der Arzt hat diesen Hinweis von einer geheimnisvollen Nonne erhalten, die nur er sehen kann.
Schließlich gelingt es Neil Gordon mit Hilfe von Nancys Vater, Lt. Donald Thompson, Krueger zu beerdigen. Lt. Thompson stirbt hierbei und der Arzt kann es auch nicht mehr verhindern, dass Nancy bei dem Versuch, Kristen zu schützen, getötet wird. Auf Nancys Beerdigung findet Dr. Gordon heraus, wer die geheimnisvolle Nonne war, die ihm geholfen hat: Freddy Kruegers Mutter Amanda.

## Rezeption

### Kritik
Das Lexikon des internationalen Films bezeichnete den Film als einen „technisch perfekte[n] Horrorfilm mit spekulativen Schockeffekten, der die Nerven der Zuschauer arg strapaziert.“

### Auszeichnungen
Der Film war 1988 in drei Kategorien für den Saturn Award nominiert, u. a. als Bester Horrorfilm. Regisseur Russell wurde im gleichen Jahr auf dem Fantasporto mit dem Critics’ Award – Special Mention ausgezeichnet.

### Einspielergebnis
Der Film konnte im nordamerikanischen Raum rund 45 Millionen US-Dollar einspielen.

## Hintergrund
- Wes Craven legte die Handlung ohne Berücksichtigung des vorangegangenen Inhalts von Teil 2 an. Der zwei Jahre zuvor erschienene Film Nightmare II – Die Rache wird einfach ignoriert und zu einer Art Zwischenepisode.
- Vor Beginn der Filmhandlung erscheint in roter Schrift ein vorangestelltes Zitat, das der Horrorfilm dem für seine Schauerliteratur berühmten Dichter Edgar Allan Poe zuschreibt: Sleep. Those little slices of Death. How I loathe them. (auf Deutsch: „Schlaf – diese kleinen Scheibchen des Todes, wie ich sie hasse.“)
- Die erste Idee des Films sah vor, den dritten Teil als Prequel anzulegen und Freddys Lebensgeschichte als Kindermörder aufzuzeigen bis zu dem Moment, in dem er von den Eltern der ermordeten Kinder verbrannt wird. Dem Produzenten Robert Shaye gefiel diese Idee nicht, da sie nicht in die Franchisebestrebungen passten. Daher entschied sich die Filmcrew für die zweite Idee von Wes Craven, nach der Freddys Gegner selbst mächtiger werden.
- Im dritten Nightmare-Film spricht der Synchronsprecher Tommi Piper die deutschsprachige Stimme von Freddy Krueger. In Deutschland erfuhr Tommi Piper ab 1988 als sonor-bässerne Stimme des Außerirdischen Alf in der gleichnamigen Fernsehserie große Popularität.
- 1996 ließ Wes Craven Drew Barrymore im Film Scream – Schrei! sagen, dass sie Nightmare on Elm Street furchterregend (scary) finde – der Rest aber mies sei (Well the first one was. But the rest sucked.).
- Im dritten Teil der Nightmare-Reihe erfährt der Zuschauer die Herkunft der Schreckgestalt Freddy Krueger: Demnach ist, wie eine geheimnisvolle Nonne in weißer Tracht, gespielt von Schauspielerin Nan Martin, dem Arzt Dr. Neil Gordon erzählt, Freddy Krueger das uneheliche Kind einer Krankenschwester, das durch eine Massenvergewaltigung gezeugt wurde, als die Krankenschwester in der Abgeschiedenheit eines Turmes eines separaten Nebenflügels in die Hände von wahnsinnigen Insassen der Nervenheilanstalt geriet, in der Dr. Gordon gegenwärtig praktiziert. Erst zum Schluss des Films klärt sich die Identität der mysteriösen Nonne in Weiß auf: Sie ist der ruhelose Geist von Amanda Krueger – der Mutter des verbrannten Kindermörders Fred Krueger, die unter dem Namen Schwester Mary Helena von 1907 bis 1968 gelebt hat. Dies erfährt der Arzt Dr. Gordon am Filmende durch einen Grabstein auf dem städtischen Friedhof.
- Die Kneipe namens Little Nemos, in der Nancy Thompson zusammen mit Dr. Neil Gordon ihren Vater aufsucht, ist eine Anspielung auf Winsor McCays aus dem frühen 20. Jahrhundert stammende Comicreihe Little Nemo in Slumberland (deutsch: Der kleine Nemo im Schlummerland), in der es um einen kleinen Jungen geht, der in seinen Träumen ungewöhnliche Abenteuer erlebt.
- In einer Nebenrolle als Krankenpfleger in der Anstalt sieht man Laurence „Larry“ Fishburne, der später ab 1999 neben Schauspieler Keanu Reeves große Erfolge mit dem dreiteiligen Kinofilm Matrix feierte.
- Der US-Fernsehmoderator Dick Cavett und Filmstar Zsa Zsa Gabor spielen sich selbst in Gastauftritten.
- Nancys Mutter Marge Thompson wurde vermutlich – entgegen den Aussagen aus Nightmare II – doch von Krueger getötet. Nancy sagt  in einem Gespräch mit Neal deutlich, dass ihre Mutter „im Schlaf“ gestorben sei. Dies widerspricht der Aussage von Jesse Walsh aus Teil 2, in der es heißt, Marge Thompson habe Selbstmord begangen.
- Sowohl der Song namens Into The Fire, der nach dem Vorspann im Radio im Jugendzimmer von Kristen Parker läuft, als auch der Song des Abspanns mit dem Titel Dream Warriors stammen von der Hard-Rock-Band Dokken. „Dream Warriors“ erschien im Juli 1987 auf dem Dokken-Album Back for the Attack. Es gibt einen Videoclip zu dem Song, in dem die Rockband neben Darsteller Robert Englund als Freddy Krueger und Schauspielerin Patricia Arquette in ihrer Rolle als Kristen Parker spielt.
- Kurz bevor Taryn von Freddy getötet wird, geht sie durch eine schmutzige Seitenstraße. Plötzlich kommt ein Mann auf sie zu, der einen Filzhut und einen langen Mantel trägt. Als er jedoch näher kommt, stellt sich heraus, dass es sich dabei nicht um Freddy handelt, sondern um einen Obdachlosen, der unbeteiligt an Taryn vorbeigeht. In seiner Kindheit hatte Wes Craven ziemliche Angst vor einem Obdachlosen, der so ähnlich aussah. Dieser diente ihm später auch unter anderem als Vorlage für Freddys Aussehen.
- Am 21. Januar 2008 wurde der Film in seiner Originalfassung von der FSK erneut geprüft und erhielt eine Altersfreigabe ab 16 Jahren statt seiner ursprünglichen Freigabe ab 18. Seine Indizierung war zuvor ebenfalls aufgehoben worden.[5] Während der Film indiziert war, wurden auch zwei um rund eineinhalb Minuten gekürzte FSK-16-Fassungen für das Free-TV[6] und für eine Veröffentlichung auf Videokassette[7] angefertigt. Sämtliche deutschen Schnittfassungen bisher sind allerdings von zwei Tonzensuren betroffen.[7]
- In der deutschen Fassung wurde der Name des Arztes Gordon fälschlicherweise als Goldman synchronisiert.

## Synchronisation
Die deutschsprachige Synchronisation entstand bei der Ultra-Film, München wie bereits der Vorgänger, unter der Dialogregie und nach einem Dialogbuch von Peter Stein. Tommi Piper löste Franjo Marincic als Sprecher von Freddy Krueger in diesem Film ab.
| Rolle                                  | Schauspieler       | Synchronsprecher      |
| -------------------------------------- | ------------------ | --------------------- |
| Nancy Thompson                         | Heather Langenkamp | Marina Köhler         |
| Dr. Neil Goldman/Gordon                | Craig Wasson       | Christian Tramitz     |
| Kristen Parker                         | Patricia Arquette  | Katrin Fröhlich       |
| Max Daniels (Pfleger)                  | Laurence Fishburne | Walter von Hauff      |
| Roland Kincaid                         | Ken Sagoes         | Jan Odle              |
| Joseph „Joey“ Crusel                   | Rodney Eastman     | Matthias von Stegmann |
| Dr. Elizabeth Simms                    | Priscilla Pointer  | Maddalena Kerrh       |
| Taryn White                            | Jennifer Rubin     | Susanne von Medvey    |
| Phillip Anderson                       | Bradley Gregg      | Philipp Moog          |
| Jennifer Caulfield                     | Penelope Sudrow    | Alexandra Ludwig      |
| Lt. Donald Thompson                    | John Saxon         | Klaus Guth            |
| Elaine Parker                          | Brooke Bundy       | Viktoria Brams        |
| Dr. Carver                             | Paul Kent          | Franz Rudnick         |
| Schwester Marcie                       | Stacey Alden       | Maria Böhme           |
| Lorenzo                                | Clayton Landey     | Arnim André           |
| Pfarrer                                | Jack Shea          | Arnim André           |
| Alice (Kleines Mädchen)                | Kristen Clayton    | Sabine Bohlmann       |
| Schwester Mary Helena / Amanda Krueger | Nan Martin         | Haide Lorenz          |
| Freddy Krueger                         | Robert Englund     | Tommi Piper           |